# Jonas Eriksson Sundahl

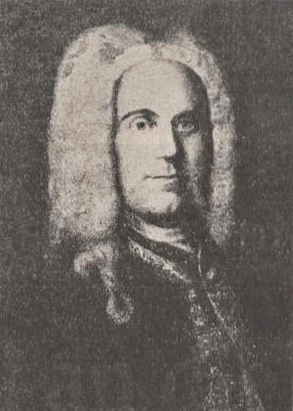
Jonas Eriksson Sundahl

Jonas Eriksson Sundahl, född 11 eller 16 april 1678 i Gäserud, Dalsland, död 5 juni 1762 i Zweibrücken, var en svensk arkitekt, lantmätare, byggmästare, hovkammarråd och tecknare som huvudsakligen var verksam i Tyskland.

## Biografi
Sundahl var son till sjökapten och tullnären Erik Olofsson Sund och från 1705 gift med Anna von Bein och från 1732 med änkan Katharina Sophia Heinztensberger. Sundahl handleddes först av sin släkting vid lantmäterikontoret Brynolf Hesselgren. Han skrevs vid elva års ålder i som student vid Uppsala universitet 1698 under namnet Jonas Erici Sundal Dalius. Troligen bedrev han matematiska och konstnärliga studier i Uppsala och fick sina grundläggande kunskaper i arkitektur av Nicodemus Tessin. Genom Hesselgrens förmedling knöts han 1693 till den kommission i Svenska Pommern som under Gunno Dahlstierna sysslade med lantmätning samt beskrivning av gamla monument och byggnader. I hans uppgift ingick att göra avritningar av städer, fästningar och monumentala föremål. Han utnämndes till kommissionslantmätare 1698 och som medlem av lantmäterikommissionen skaffade han sig stor erfarenhet och kunde avlägga lantmäteriexamen 1701. Samma år reste han till Pfalz-Zweibrücken där han 1703 utsågs till Hesselgrens efterträdare och ledare för lantmäteriverksamheten. Den 11 november 1705 gifte han sig i Frankfurt am Main med Anna Dorothea von Bein (1680–1726) från en gammal patriciersläkt. Tillsammans hade de 13 barn som oftast bara blev några år gamla. Sitt andra äktenskap ingick han den 26 juli 1732 med änkan Katharina Sophia (född Heinztensberger).
Sundahl var över 50 år sysselsatt som direktör för hertigdömets byggförvaltning med undantag av en kortare period från 1725 till 1731 där Charles François Duchesnois var föreståndare. Ungefär vid 1750-talet överlämnade Sundahl sin position steg för steg till Christian Ludwig Hautt.

## Verk
Den första kända konstruktionen av hans hand är delar av Zweibrückens försvarsanläggning från 1702. För den polska kungen Stanislaw I Leszczynski som av Karl XII fick asyl i hertigdömet Pfalz-Zweibrücken byggde Sundahl 1714 öster om staden lustslottet Tschifflik (Çiftlik: turkiska för herrgård). Området pryddes med lusthus, fasaneri, bassänger, konstgjorda vattenfall och amfiteater – 40 år innan denna landskapsarkitektur blev känt som den engelska stilen. Efter 1718 flyttade Stanislaw sitt domicil till Wissembourg. Idag finns ett hotell i de kvarstående byggnaderna och parken restaurerades fram till maj 2008.
Andra större verk av Sundahl finns huvudsakligen från tiden där Gustav Samuel Leopold var hertig. Han var ansvarig för ombyggnaden av Slottet Zweibrücken 1725. Byggnaden ändrades sedan flera gånger men efter bombningarna under Andra världskriget återställdes slottet enligt Sundahls ritningar. Idag finns domstolen för förbundslandet Rheinland-Pfalz i huset (Oberlandesgericht).
För hertigen själv skapade Sundahl Gustavsburg i staden Homburg-Jägersburg. Dessutom finns två kyrkor och flera andra representativa byggnader av Sundahl i området.
Som direktör för byggförvaltningen var han även ansvarig för lantmäteri i hertigdömet som krävde en större del av hans tid.

## Bilder

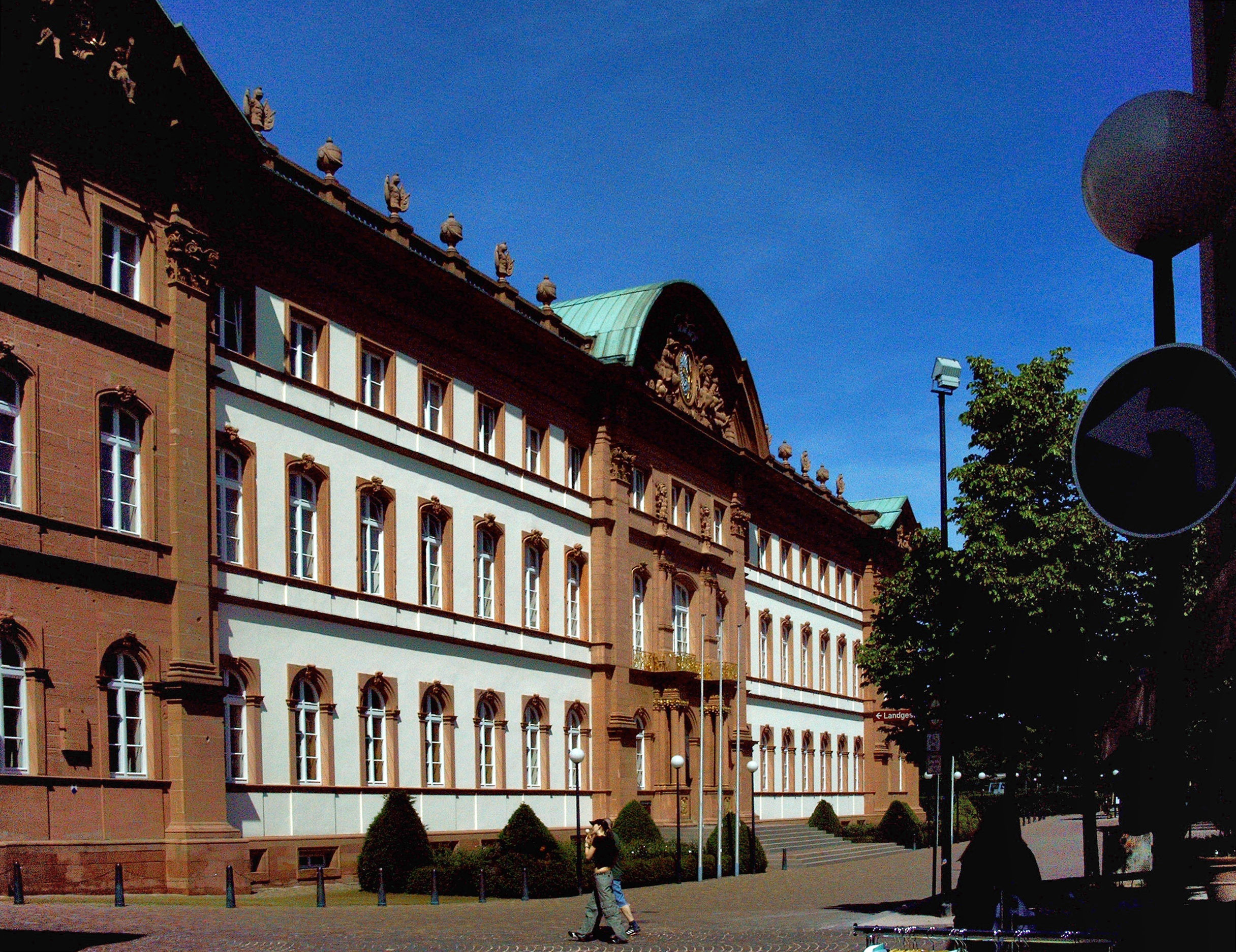
Slottet Zweibrücken
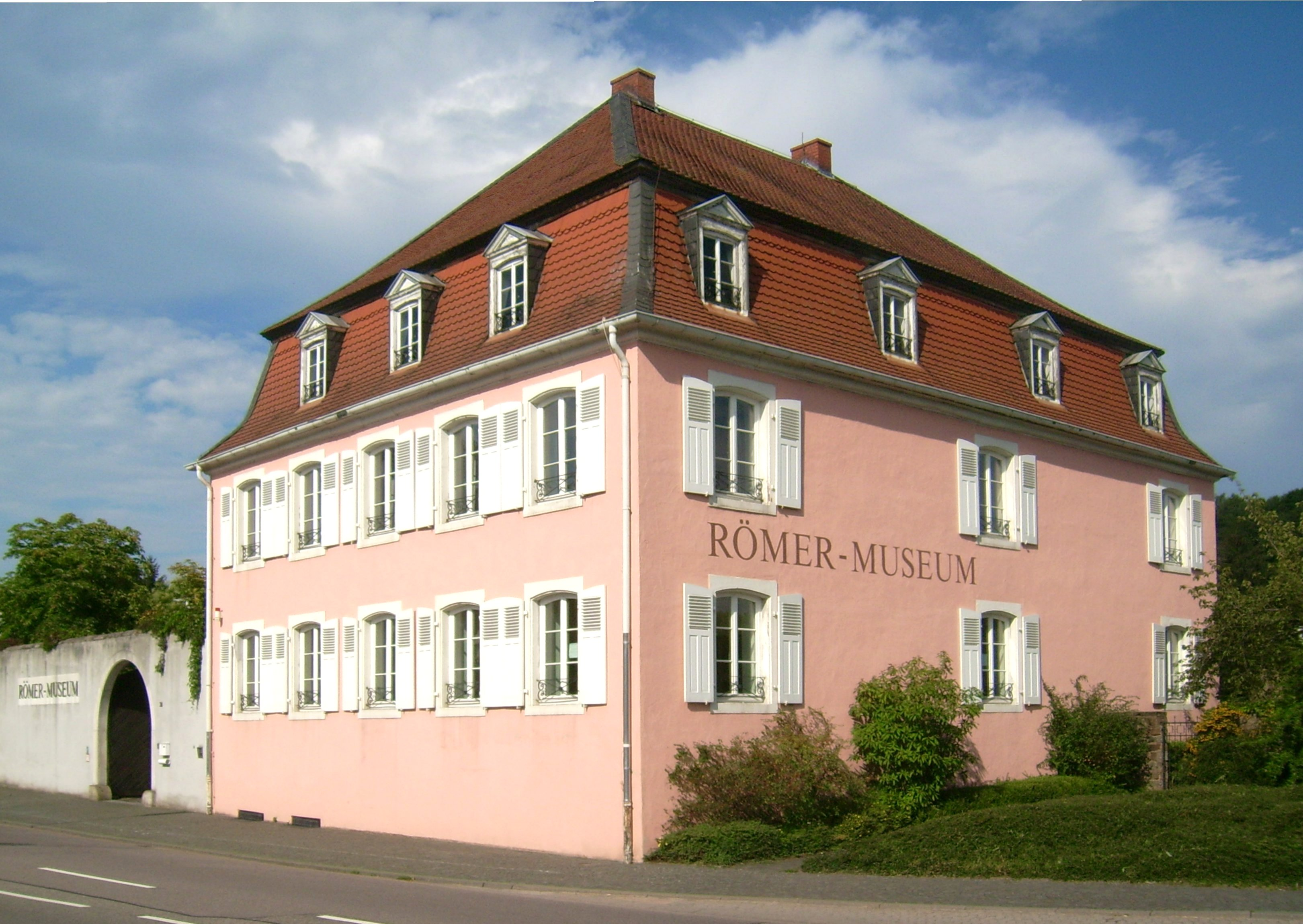
Edelhaus i Schwarzenacker
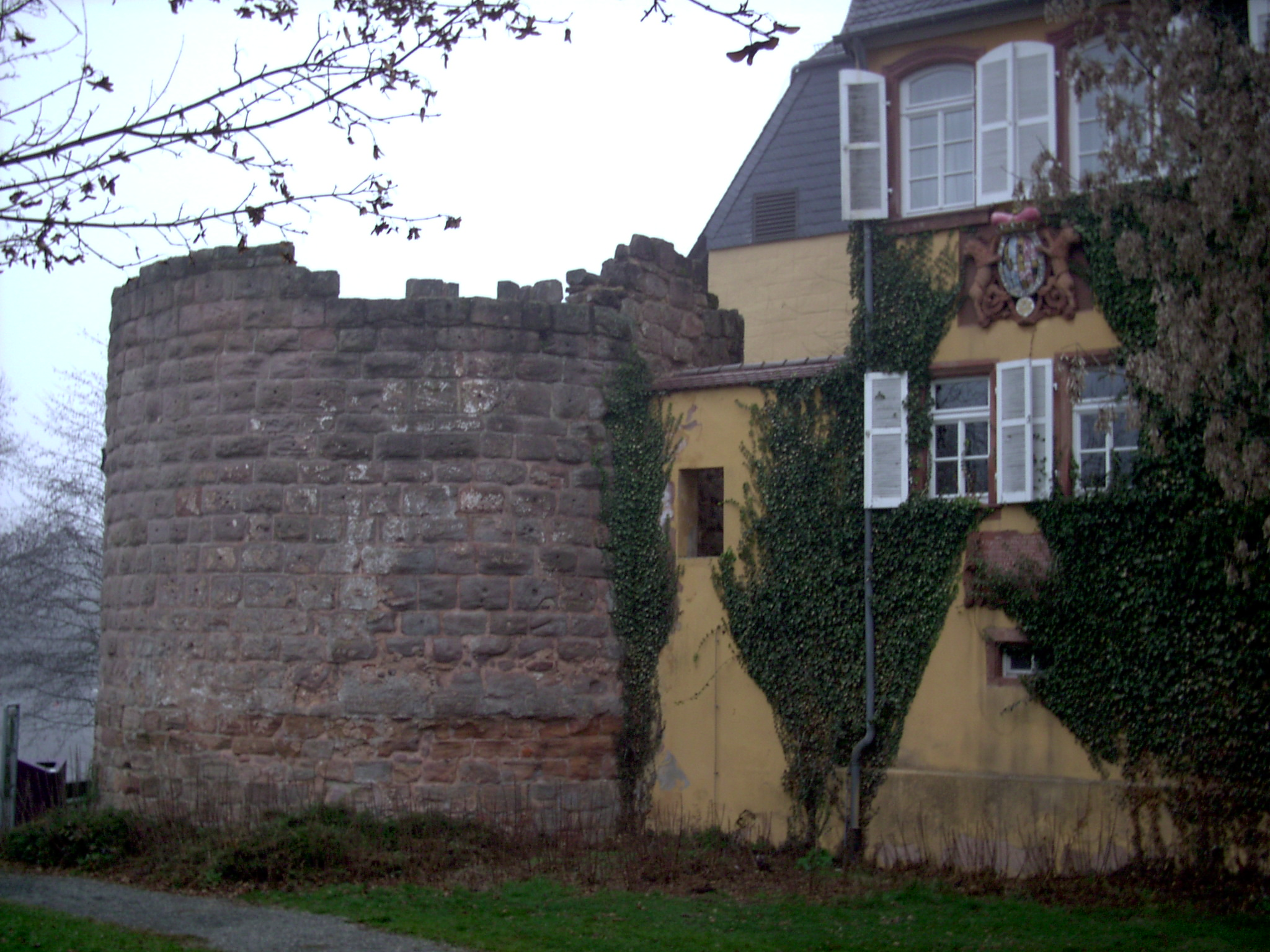
Gustavsburg